# 正阳山乡
正阳山乡，是中华人民共和国黑龙江省黑河市孙吴县下辖的一个乡镇级行政单位。

## 行政区划
正阳山乡下辖以下地区：
正阳村、椅山村、清泉村、阳山村、高山村、莲山村、艳阳村、双山村、环山村、岩峰村、英河村、向阳村、林河村和东岗村。